# Die Linke
Die Linke (česky doslova „Levice“; v němčině je někdy používáno Die Linkspartei, doslova „Levicová strana“) je německá levicová politická strana. Vznikla v roce 2007 spojením stran PDS a WASG.

## Historie

### Vznik a vývoj strany
Byla založena 16. června 2007 na kongresu v Berlíně sloučením stran Die Linkspartei.PDS a WASG, která historicky vznikla z bývalé východoněmecké Sjednocené socialistické strany a postupně se přetvářela až do své tehdejší podoby. O sloučení obou stran se diskutovalo již od léta 2005 – hlavním důvodem nebyla v prvé řadě jejich značná ideologická spřízněnost, ale snaha etablovat silnější celoněmeckou stranu. Die Linkspartei.PDS byla totiž zastoupena téměř výlučně v tzv. „nových spolkových zemích“, tedy na území bývalé Německé demokratické republiky (NDR). Naproti tomu WASG působila téměř výlučně na území bývalého Západního Německa. V červnu 2005 došlo k dohodě nekonkurovat si navzájem ve volbách do Německého spolkového sněmu.
Roku 2005 došlo též ke zkrácení názvu východoněmecké strany na Die Linkspartei. Tím se strana pokusila zbavit se dědictví své bezprostřední předchůdkyně, Strany demokratického socialismu (PDS), která vznikla z bývalé SED. Tuto změnu názvu také požadovalo partnerské uskupení WASG, aby bylo usnadněno pozdější sloučení. Dosavadní název strany byl u části obyvatelstva kompromitovaný. Nové jméno se hodně podobalo předpokládanému pozdějšímu jménu po sloučení obou partnerských uskupení a neslo navíc programatické komponenty budoucí strany.
Na společném kongresu obou stran v Dortmundu 24. a 25. března 2007 bylo jednomyslně rozhodnuto sloučení uskutečnit. To se stalo na slučovacím kongresu 16. června 2007 v Berlíně.
V průběhu těchto diskusí došlo k silným frakčním bojům uvnitř WASG, např. v Berlíně, kde se členové rozhodli doporučení ke sloučení ignorovat. Tyto tendence byly obzvláště silné také v Meklenbursku-Předním Pomořansku, kde roku 2006 došlo v zemských volbách ke kandidatuře obou stran. Tyto opoziční frakce uvnitř WASG se sloučení obou celoněmeckých stran nezúčastnily.

### Volby do Německého spolkového sněmu 2017
Ve volbách do Německého spolkového sněmu, které se konaly 24. září 2017, se strana Die Linke umístila se ziskem 9,2 % odevzdaných hlasů na pátém místě. V parlamentě tak získala 69 poslaneckých mandátů.

## Politický program
Strana se hlásí k demokratickému socialismu, přičemž ve srovnání se sociálně demokratickou SPD deklaruje mnohem výraznější levicovou orientaci, podle některých až krajně levicovou. Ekonomicky se hlásí ke keynesiánství; prosazuje progresivní zdanění lidí s nejvyššími příjmy, vyšší zdanění korporací a navýšení státních investic do vzdělání, kultury, infrastruktury, výzkumu a vývoje. Odmítavě se staví k vojenskému intervencionismu, přičemž podporuje vystoupení Německa ze Severoatlantické aliance (NATO). V minulosti se negativně stavěla k zapojení Německa do války v Afghánistánu a Iráku.

## Spolupředsednictví
Strana funguje na principu spolupředsednictví, v jejím čele tak stojí dva lidé (nejčastěji jeden muž a jedna žena).
- 16. června 2007 — 15. května 2010
  - Lothar Bisky a Oskar Lafontaine
- 15. května 2010 — 2. červen 2012
  - Gesine Lötzschová a Klaus Ernst
- 2. červen 2012 — 27. únor 2021
  - Katja Kippingová a Bernd Riexinger
- 27. únor 2021 – 19. říjen 2024
  - Martin Schirdewan a Janine Wisslerová
- 19. říjen 2024 – dosud
  - Ines Schwerdtnerová a Jan van Aken